# هجوم القنيطرة (أكتوبر 2015)
هجوم القنيطرة الثاني (2015) هو هجوم شنته قوات المعارضة السورية خلال الحرب الأهلية السورية، من أجل السيطرة على مواقع الحكومة في محافظة القنيطرة وتحديداً تل أحمر، وتل الأمم المتحدة، ومدينة البعث وخان أرنبة. الهدف الأول للهجوم هو فك الحصار، وتخفيف الضغط عن المعارضة في الجهة المقابلة بريف الشام الغربي، بعد أن صعدت الحكومة من عملياتها على الفصائل هناك.